# Cristal (telenovela)
Cristal  è una telenovela venezuelana prodotta nel 1985, trasmessa in Italia nel 1989 su Cinquestelle e poi con grande successo dal giugno 1991 al dicembre 1992 su Rete 4 con un nuovo doppiaggio. Negli anni 90 è stata trasmessa da Supersix.La sigla originale è Mi Vida eres tu di Rudy La Scala usata anche su Cinquestelle mentre per la messa in onda su Rete 4 e Supersix è stato utilizzato il brano Gli innamorati di Umberto Tozzi.

## Trama
La storia inizia con un amore proibito: quello fra la cameriera Vittoria, che lavora a servizio di Luisa, e Benedetto, un seminarista pronto a prendere i voti per diventare prete. Entrambi cedono alla passione e concepiscono una bambina, ma la madre di Benedetto, convinta che Vittoria abbia sedotto il giovane solo per interesse, caccia via la cameriera, così questa abbandona per un futuro migliore il frutto di quell'amore. 
Ventitré anni dopo Cristina, la bambina di Vittoria allevata e cresciuta in un orfanotrofio, decide di essere indipendente, trovando un appartamento tutto per sé. Fa la conoscenza di Angelica, amante del marito di Vittoria, ed Elisabetta, amica di buon cuore.
Vittoria ormai ha cambiato totalmente la sua vita: si è sposata con Alfredo Ascanio ed è la direttrice di una casa di moda, con una figlia, Lily, che affronterà molti problemi, e un figlioccio, Lorenzo, che crede che la madre sia morta, ma in realtà è in prigione.
Cristina lavora ignara nella casa di moda di Vittoria. Sfilando incontra Lorenzo che ne rimane affascinato. I due ragazzi si amano e vivono un grande amore, fino a quando Monica, la fidanzata di Lorenzo, rimane incinta di Giacomo, eterno rivale di Alfredo. Lorenzo, per non sottrarsi alle sue responsabilità, decide di sposarla lasciando Cristina, anch'ella incinta a sua insaputa. Vittoria, che credeva che Cristina puntasse ai soldi di Lorenzo, la caccia dalla sua agenzia, e Cristina lavorerà così per il fotografo Andrea che proverà un grande sentimento per lei, al punto da volerla sposare insieme al bambino. Lorenzo scopre che Cristina è incinta e decide di riallacciare la loro storia, ma per Cristina è impossibile poiché il giovane è sposato. Monica perde il bambino e manifesta sintomi di pazzia tale da dover essere  rinchiusa in manicomio. Dopo aver scoperto che Cristina era incinta del marito, la spinge per le scale. Questa partorisce poi una bambina, Vittoria. Scoprendo poi dalla matrigna Vittoria che la moglie l'aveva ingannato, caccia Monica dalla sua vita per riconquistare Cristina e la figlioletta Vittoria.